# Hydrelia sublatsaria
Hydrelia sublatsaria är en fjärilsart som beskrevs av Eugen Wehrli 1938. Hydrelia sublatsaria ingår i släktet Hydrelia och familjen mätare. Inga underarter finns listade i Catalogue of Life.